# Most gen. Elżbiety Zawackiej w Toruniu
Most gen. Elżbiety Zawackiej – most drogowy na Wiśle w Toruniu, w ciągu drogi krajowej nr 91.

## Historia budowy
Jest to drugi most drogowy na Wiśle w Toruniu. Przygotowania do budowy mostu trwały sześć lat. Budowa mostu rozpoczęła się 19 października 2010 roku. Generalny wykonawcą inwestycji było konsorcjum firm Strabag sp. z o.o. z Pruszkowa i Strabag AG z Austrii. Początkowo planowano oddać most w lipcu 2013 roku, jednak ze względu na niekorzystne warunki atmosferyczne i niski stan wody podczas budowy termin oddania mostu przesunięto o kilka miesięcy. Koszt budowy wyniósł 753 mln zł. 78% inwestycji dofinansowano ze środków unijnych.
Most został oddany do użytku 9 grudnia 2013 roku. Most przyjął imię gen. Elżbiety Zawackiej. Podczas uroczystości oddania mostu, na jednym z przęseł odsłonięto płaskorzeźbę przedstawiającą patronkę mostu.
W 2014 roku most gen. Elżbiety Zawackiej został uznany przez Kapitułę Konkursu Związku Mostowców Rzeczypospolitej Polskiej za „Dzieło Mostowe Roku 2013”.

## Dane techniczne
Wygląd mostu odnosi się do architektonicznego układu Torunia. Został wykonany jako stalowa konstrukcja łukowa. Kształt przęseł nawiązuje do istniejących wcześniej mostów w Toruniu: kolejowego im. Ernesta Malinowskiego i drogowego im. Józefa Piłsudskiego. Konstrukcja opiera się na jednej, centralnej podporze, która zapewnia zachowanie żeglowności i nie zakłóca pierwotnego biegu rzeki. Cała budowla ma 18 tys. ton konstrukcji stalowej. Podczas jej budowy zużyto 8 tys. ton stali zbrojeniowej, 3 tys. ton asfaltu i 65 tys. m³ betonu. Nawierzchnię wykonano z asfaltu lanego. Do posadowienia podpór samego mostu wbito w grunt 1,5 tys. pali prefabrykowanych o wymiarach 40 × 40 cm. Do posadowienia pozostałych obiektów inżynierskich zużyto kolejne 2,5 tys. pali. Most zawieszono na najdłuższych w Polsce przęsłach łukowych, mających po 50 m wysokości i 270 m długości (mierzonej od najwyższego punktu łuku do poziomu góry fundamentu podpory) oraz 2,75 t masy. Szerokość mostu wynosi 30 m. Przeprawa ma po dwie jezdnie, każda ma dwa pasy ruchu. Po jednej stronie mostu znajduje się ścieżka rowerowa, po drugiej chodnik dla pieszych. Podczas budowy zamontowano 140 punktów świetlnych koloru białego, podkreślające walory architektoniczne mostu.
Trasa mostowa liczy 4,1 km długości. Z prawobrzeżnego Torunia droga na most prowadzi przez skrzyżowanie na placu Ignacego Daszyńskiego. Podczas budowy mostu powstało skrzyżowanie liczące trzy poziomy. W jego skład wchodzą m.in. tunel, rondo i estakada. Na lewobrzeżnym Toruniu powstało kilka metrów nowych odcinków dróg, przejścia podziemne dla pieszych i wiadukt nad koleją. W ramach budowy most powstały również zatoki autobusowe, chodniki, droga rowerowa, estakady nad terenami zalewowymi (600 m po prawej, 830 m po lewej stronie Wisły). Estakady prawobrzeżne opierają się na 12 podporach, lewobrzeżne na 18. W ramach inwestycji wybudowano lub przebudowano jedenaście ulic o łącznej długości 11 km.